# Sphaeropyge furcata
Sphaeropyge furcata är en mångfotingart som beskrevs av Kraus 1960. Sphaeropyge furcata ingår i släktet Sphaeropyge och familjen Odontopygidae. Inga underarter finns listade i Catalogue of Life.